# Neope armandii
Neope armandii är en fjärilsart som beskrevs av Charles Oberthür 1876. Neope armandii ingår i släktet Neope och familjen praktfjärilar. Inga underarter finns listade i Catalogue of Life.